# It Dreams
It dreams är industrialgruppen Jakalopes debutalbum och släpptes i USA 2004, men i Sverige först i juni 2005.

## Låtlista
|     | Titel                    | Längd | Medverkande                                                    |
| --- | ------------------------ | ----- | -------------------------------------------------------------- |
| 1.  | Feel it                  | 3:53  | Dave Ogilvie, Kate B, Anthony Valcic, Trent Reznor, Jamey Koch |
| 2.  | Creeper (coming for you) | 3:27  |                                                                |
| 3.  | Pretty life              | 3:37  |                                                                |
| 4.  | Go away                  | 3:33  |                                                                |
| 5.  | Tell me why              | 4:34  |                                                                |
| 6.  | Don't cry                | 3:59  |                                                                |
| 7.  | Screecher                | 2:36  |                                                                |
| 8.  | Come on                  | 3:28  |                                                                |
| 9.  | Light after night        | 4:40  |                                                                |
| 10. | Nothing nowhere          | 4:58  |                                                                |
| 11. | Badream                  | 3:23  |                                                                |
| 12. | House of all trepidation | 4:06  |                                                                |

## Medverkande
| - Dave Ogilvie - Kate B - Anthony Valcic - Jamey Koch - Trent Reznor - Phil Caivano - Phil Western - Vincent Marcone - Don Short - Don Harrison - Don Binns - Jim McGrath - Lisa Winn | - Sean Stubbs - Fu - Marc Belke - Matt Warhurst - Alexz Johnson - Pete Mills - Andrew Scott - Chris Murphy - Thom D'arcy - Jamie Maxwell - Rave - Sarah Kendrick - Lindy | - Patrick Pentland - Trevor Juile - Tim Welch - Jasmin Tasia - Daryn Barry - Aubrey Winfield - Kat Bjelland - Jimmy "The monkey" - Hop Frogg - Brad Moss - Rob Sanzo - Blair Dopson |